# 大福站 (湖北省)
大福站，位于湖北省仙桃市长倘口镇大福村，是沪蓉铁路汉宜铁路段的越行站，中心里程为沪蓉线K890+371处；同时也是武仙城际铁路上的一个接轨会让站，由武汉局集团管辖。

## 历史
2017年，经中国铁路总公司计统部深化研究，提出仙桃支线铁路在汉宜铁路区间大福设会让站接轨的方案。2019年12月12日，大福站站前土建工程、站房工程全部完成，按时间节点推进区间桥梁工程、仙桃站房基础工程、四电工程、轨道工程。
2020年7月28日，大福会让站开站；12月26日，武仙城际铁路开通运营。